# Finsch-rókarigó
A Finsch-rókarigó (Stizorhina finschi) a madarak osztályának verébalakúak (Passeriformes)  rendjébe és a rigófélék (Turdidae) családjába tartozó faj.

## Rendszerezése
A fajt Richard Bowdler Sharpe angol zoológus és ornitológus írta le 1870-ben, a Cassinia nembe Cassinia finschii néven. Sorolják a Neocossyphus nembe Neocossyphus finschi néven is.

## Alfajai
- Stizorhina fraseri fraseri (Strickland, 1844)
- Stizorhina fraseri rubicunda (Hartlaub, 1860)
- Stizorhina fraseri vulpina Reichenow, 1902[2]

## Előfordulása
Benin, Elefántcsontpart, Ghána, Guinea, Libéria, Nigéria, Sierra Leone és Togo területén honos. Természetes élőhelyei a szubtrópusi vagy trópusi síkvidéki esőerdők, száraz erdők és mocsári erdők. Állandó, nem vonuló faj.

## Megjelenése
Testhossza 18 centiméter, tömege 33-44 gramm.

## Természetvédelmi helyzete
Az elterjedési területe rendkívül nagy, egyedszáma ugyan csökken, de még nem éri el a kritikus szintet. A Természetvédelmi Világszövetség Vörös listáján nem fenyegetett fajként szerepel.